# (876) Скотт
(876) Скотт (лат. Scott) — астероид главного астероидного пояса. Открыт 20 июня 1917 г. австрийским астрономом Иоганном Пализой в Венской обсерватории, Австрия. Название астероида ранее неверно трактовалось в честь британского полярного исследователя Роберта Скотта. На самом деле астероид назван в честь мисс Э. Скотт (англ. E. Scott), в знак признания её помощи и содействия членам австрийских университетов после первой мировой войны.
Скотт не пересекает орбиту Земли и делает полный оборот вокруг Солнца за 5,23 лет.